# 檜山うめ吉
檜山 うめ吉（ひやま うめきち、1966年12月8日 - ）は、落語芸術協会所属の俗曲師。本名∶林 知恵。出囃子は『藤娘』。

## 経歴
- 1991年から国立劇場研修生として寄席囃子を学ぶ。
- 1993年に落語芸術協会へ入会し、お囃子として活動する。
- その後、檜山さくらに師事して端唄を習得。長唄、三味線は杵屋一志郎に、日本舞踊は林元之（林流）、小唄を千紫千恵に師事[1]。
- 2000年2月から檜山うめ吉として9代目春風亭小柳枝門下に所属。俗曲師の活動を開始した。

## 人物
高校卒業後上京、20歳の頃東をどりに出会って芸者を志すが家族の反対で断念。長唄の稽古から始め、国立劇場の寄席囃子研修制度を知り応募した。
着物に自毛で結った日本髪、白塗りの厚化粧という格好で三味線を用いて端唄、民謡や昭和歌謡を歌う純和風アーティスト（純邦楽奏者）。ソロのときはうめ吉の名義で歌う。バンドとダンサーをしたがえたユニットUmekichi（うめきち）としても活動。
寄席の高座では、前座などと組んで日本舞踊なども披露する。鏡味味千代、古今亭今いち、三遊亭金の助、三遊亭遊七は、うめ吉独演会の時には、舞踊一門として踊りを披露する。

## ディスコグラフィー

### うめ吉名義

#### シングル
- お座敷小唄（DVD付）（2006年5月24日、テイチクエンタテインメント）
- 倉敷節〜倉敷お国じまん（2007年6月27日、テイチクエンタテインメント）

#### アルバム
- お国めぐり〜お座敷民謡〜（2001年7月14日、CAB RECORDS）
- 蔵出し名曲集 三味線ブギウギ（2003年7月25日、CAB RECORDS）
- 明治大正はやりうた（2005年5月18日、日本コロムビア）
- 大江戸出世小唄（2005年11月23日、日本コロムビア）
- 今昔うたくらべ（2006年6月21日、テイチクエンタテインメント）
- うめ吉の唄う童謡・唱歌（2008年9月24日、日本コロムビア）
- お国めぐり 其の二（2009年6月3日、日本コロムビア）
- うめ吉玉手箱〜寄席うた俗曲集（2009年7月22日、日本コロムビア）
- ア・ウィスパー・オブ・エド・ロマンス（2011年6月1日、オカメフォン）
- うめ吉無敵の昭和名曲集（2024年10月2日、テイチクエンタテインメント）
- ほろよい小唄（2024年11月13日、日本コロムビア）[1]
- 定番！寄席囃子集（2024年11月13日、日本コロムビア） - 監修

#### DVD
- うめ吉 今昔うたくらべライブ2006 at DUO MUSIC EXCHANGE（2006年11月22日、テイチクエンタテインメント）
- うめ吉 ライブ・アット・シアターアプル（2008年10月22日、オーマガトキ）

### Umekichi名義

#### シングル
- 買物ブギー（2004年6月23日　笠置シヅ子のカバー）
- ヘイヘイ・ブギ（2004年10月21日　笠置シヅ子のカバー）

#### アルバム
- 蔵出し名曲集〜リローデッド〜（2004年2月21日）
- The Voice of Geisha Doll（2006年6月13日 UK盤）

アメリカとカナダ市場向けに制作された編集盤。「山中節」、「磯節」、「きりぎりす」の3曲は本作でしか聞くことができないテイク。日本国内でも入手可能。
- ALL ABOUT UMEKICHI（2010年7月21日、日本コロムビア）

## 出演

### テレビドラマ
- 木曜時代劇 まんまこと〜麻之助裁定帳〜（2015年7月 - 9月、NHK総合） - おと吉 役

## 著書
- 俗曲師うめ吉のニッポンしましょ!（2006年12月、毎日新聞社）ISBN 978-4620317915

## 参考書籍
- 秋山真志「職業外伝」（2005年、ポプラ社）「職業外伝 紅の巻」（2012年、ポプラ文庫）